# Metalocerus nigricornis
Metalocerus nigricornis är en skalbaggsart som beskrevs av Aurivillius 1913. Metalocerus nigricornis ingår i släktet Metalocerus och familjen långhorningar.
Artens utbredningsområde är Kenya. Inga underarter finns listade i Catalogue of Life.